# Биллингтон, Рейчел
Леди Рейчел (Рэйчел) Мэри Биллингтон (урождённая Пакенем; род. 11 мая 1942) — британская писательница. Является третьей дочерью графа и графини Лонгфорд. Оба родителя были писателями, как и её тётя Кристин Лонгфорд.

## Биография
Родилась 11 мая 1942 года в Оксфорде, Англия, Великобритания.
Биллингтон работала на телевидении в Лондоне и Нью-Йорке. В 1968 году занялась писательским делом. Опубликовала 21 роман для взрослых, в том числе бестселлеры «Возраст женщины» и «Вред телесных повреждений». В её романе «Слава» (2015) рассказывается о военной кампании в Галлиполи во время Первой мировой войны глазами участников, их жён и подруг дома. Также написала шесть детских романов, шесть религиозных книг для детей и три научно-популярные книги о матерях и дочерях, в том числе «Великая пуповина».
Написала пьесы для сериала BBC Television «Играй сегодня» («Не будь глупым» и «Жизнь после смерти») и несколько радиопостановок, а также принимала участие в написании сценариё фильмов, включая «Свет на краю света» (1971).
Продолжает писать журналистские статьи для газет как в Великобритании, так и в США, в том числе в течение трех лет работал обозревателем «The Sunday Telegraph».

## Волонтёрская работа
Была президентом английского ПЕН-клуба с 1998 по 2001 год. Сейчас является почётным вице-президентом этого клуба. Во время своего пребывания на посту президента она организовала программу «Читатели и писатели», в рамках которой писатели отправляются на встречи с читателями в школах, тюрьмах и других учреждениях.
Является попечителем «Longford Trust», основанного в память о её отце, лорде Лонгфорде. В 1991 году стала членом редакции «Inside Time», некоммерческой национальной газеты для заключенных. Кроме того, является попечителем католического еженедельника «The Tablet и фонда Siobhan Dowd Trust», созданного для поощрения чтения среди детей из неблагополучных семей.

## Награды
Биллингтон была назначена кавалером Ордена Британской империи в новогодних наградах 2012 года за её заслуги перед британской литературой.

## Личная жизнь
Биллингтон была замужем за режиссёром кино, театра и телевидения Кевином Биллингтоном . У них было четверо детей и пятеро внуков. Жили они в Лондоне. Она крёстная мать Бориса Джонсона. Её двоюродная сестра была заместителем лидера лейбористов Харриет Харман.
В телевизионном фильме 2006 года «Лонгфорд», биографическом фильме об отце Биллингтона и его кампании за условно-досрочное освобождение Майры Хиндли, Рейчел Биллингтон сыграла актриса Кейт Майлз.